# Nazlat Dżarris
Nazlat Dżarris – miejscowość w Egipcie, w muhafazie Al-Minja, w dystrykcie Abu Kurkas. W 2006 roku liczyła 10 279 mieszkańców.